# Micrometeorología
La micrometeorología es una parte de la meteorología que se ocupa de las observaciones y los procesos en las escalas más pequeñas de tiempo y espacio, aproximadamente menos de 1 km y periodos cortos. Los procesos micrometeorológicos se limitan a las capas superficiales con influencia de fricción con la superficie terrestre (capa límite atmosférica), es así que algunos de los fenómenos de pequeña escala, como las nubes convectivas y tornados, se consideran fuera el alcance de micrometeorología, ya que su dinámica se rige en gran medida por los sistemas meteorológicos de mesoescala y macroescala.

## Fundamentos
Los fundamentos de la micrometeorología proceden de la hidrodinámica, determinada por el intercambio de energía, gases, etc., entre la atmósfera y la superficie de base (agua, suelo, plantas). Son de gran importancia en este aspecto el estudio de la temperatura y el viento (turbulencias), influenciados por factores externos, como son: edificaciones, flora, población y relieve. Las redes internacionales de sitios de flujo (FLUXNET) despliegan los métodos micrometeorológicos como la metodología principal para conseguir aumentar nuestro entendimiento del intercambio de energía y de masas entre la biosfera y la atmósfera. La micrometeorología se diferencia de la microclimatología, debido a que la última describe el promedio a largo plazo de fenómenos atmosféricos, en cambio la primera está interesada en las fluctuaciones de esos fenómenos. El estudio de la micrometeorología es importante, debido a que los procesos de interés, son útiles para las diversas actividades humanas, y son importantes para el bienestar e incluso la supervivencia de la vida en la tierra. 

## Procesos Físicos
Los procesos estudiados en la micrometeorología están enfocados en la capa límite. Esta capa está dominada por fuertes mezclas y movimientos turbulentos. La transferencia de calor y a través de la capa límite ocurre primero por difusión molecular y después por difusión turbulenta. Además la transferencia de cantidad de movimiento, o de cualquier magnitud asociada al aire, puede llevarse a cabo también por fuerzas de flotabilidad que corresponden al movimiento vertical del aire que están más frías o más calientes que sus alrededores. Todos los procesos en la capa límite atmosférica, principalmente en el rango micrometeorológico, se pueden comparar fácilmente con las mediciones realizadas en el laboratorio, generalmente utilizando túneles de viento. 

## Ejemplos de fenómenos Micrometeorológicos
- La turbulencia es muy importante debido a que permite el intercambio de CO2 entre las plantas y la atmósfera.
- También ayuda al esparcimiento del polen.
- Las edificaciones dentro de micrometeorología juegan un papel importante, ya que dentro de una ciudad aumentan la turbulencia y la sensación térmica.

- Datos: Q5552908